# Alcea hohenackeri
Alcea hohenackeri là một loài thực vật có hoa trong họ Cẩm quỳ. Loài này được Boiss. mô tả khoa học đầu tiên năm 1867.